# Odontonuncia saltuensis
Odontonuncia saltuensis is een hooiwagen uit de familie Triaenonychidae.